# Route d'Hatanpää
La route d'Hatanpää (finnois : Hatanpään valtatie) est une rue de Tampere en Finlande.

## Présentation
La route d'Hatanpää est une rue fréquentée de Tampere et l'une des routes menant au centre-ville.
Son extrémité nord s'étend jusqu'à la rive orientale des rapides Tammerkoski, où elle croise Hämeenkatu.
La rue passe au sud par Kyttälä, Ratina et Hatanpää et se termine à Rantaperkiö à l'intersection de Nuolialantie et Sarankulmankatu,,.
Dans les années 2020, la route d'Hatanpää est axée sur les transports publics.
En novembre 2019, le conseil municipal a décidé que le tramway de Tampere sera prolongé de Hämeenkatu jusqu'à la route d'Hatanpää. 
Le tronçon de voie entre le parc Parc Koskipuisto et la gare routière devrait être mis en service d'ici la fin de 2021,,.